# Life with Bonnie
Life with Bonnie (Bom Dia, Bonnie no Brasil e A Vida com Bonnie em Portugal) foi um seriado estadunidense, exibido pela rede de televisão ABC e estrelado pela atriz e comediante  Bonnie Hunt, que também escreveu, produziu e dirigiu o programa. A série mostrava o dia-dia de Bonnie Malloy, uma esposa, mãe de família, dona de casa e apresentadora de talk show. 
No Brasil, foi exibida pelo SBT (com o título Bom Dia Bonnie) e pela Sony.

## Enredo
Bonnie Malloy (Bonnie Hunt) é a apresentadora do programa de televisão Bom Dia Chicago. Ela aparentava  ser bem-sucedida e sem problemas, mas na verdade, tinha uma vida completamente caótica. Bonnie era casada com Mark Malloy, um médico, que normalmente só observava como a mulher tentava conciliar sua vida pessoal com o trabalho. 
Mark também ficava mais preocupado com o que as outras pessoas pensavam, do que com sua própria esposa, agindo geralmente com senso profissional. Isso costumava gerar briga entre os dois, mas Bonnie sempre o perdoava e ele continuava a agüentar as pessoas chatas na vida dela.
O casal tinha dois filhos: Samantha e Charlie. A primeira apareceu somente na primeira temporada. Já o segundo, aparecia com frequência no programa da mãe, acompanhado do melhor amigo Frankie.
Outros personagens da série, incluíam, Gloria, a babá e governanta de Bonnie; David Bellows, o produtor do programa; Tonny Russo, o pianista da atração; e Holly, a maquiadora que  freqüentemente dava conselhos matrimoniais e parecia sair com vários homens, entre outros.

## Elenco
- Bonnie Hunt - Bonnie Malloy
- Mark Derwin - Mark Malloy
- Charlie Stewart - Charlie Malloy
- Samantha Browne-Walters - Samantha Malloy (temporada 1-22)
- Marianne Muellerleile - Gloria
- David Alan Grier - David Bellows
- Anthony Russell - Tony Russo
- Holly Wortell - Holly
- Chris Barnes - Marv
- Frankie Ryan Manriquez - Frankie

## Convidados especiais
- Rip Taylor - "Rappin' Rip"
- Carl Reiner - Sr. Portinbody
- David Duchovny - Johnny Volcano
- Martin Mull - Le Nord
- Tom Hanks - Ele mesmo
- Teri Garr - Sra. Portinbody
- Jack LaLanne - Ele mesmo
- The Smothers Brothers - Os Empreiteiros
- Jonathan Winters - Q.T. Marlens
- Robin Williams - Kevin Powalski
- Morgan York - Christine Harris

## Episódios

### Primeira Temporada
- 1 - Pilot
- 2 - Weather or Not
- 3 - Dream
- 4 - Don't Act Your Age, Just Act
- 5 - Duets
- 6 - Is It Just Us?
- 7 - A Day in the Life
- 8 - Happy Day
- 9 - Money Plus Marlens Makes Four
- 10 - Partly Sunny
- 11 - What If?
- 12 - Christmastime in the City
- 13 - Okay, Thanks
- 14 - Deuce is Wild
- 15 - Assaulted Nuts
- 16 - Psychic
- 17 - The Graduate
- 18 - Buy the Book
- 19 - In Need of Assistants
- 20 - Stealing Home
- 21 - Ding, Ding, Ding Went the Truth
- 22 - Till Next Time

### Segunda Temporada
- 23 - Ironing Out Our Differences
- 24 - Pontiac Bonnie-Ville
- 25 - Everything Old is New Again
- 26 - No Matter Where You Go, There You Are
- 27 - Boyhood to Womanhood
- 28 - The Merry Ole Land of Oz
- 29 - Places, Stat!
- 30 - Queer Eye for the Straight Lie
- 31 - Boomerang
- 32 - Food for Thought
- 33 - It's a Wonderful Job
- 34 - Trifecta, Try Friendship
- 35 - Live and Let Live
- 36 - Space Heaters
- 37 - Dare to Be Different
- 38 - Nightshift
- 39 - Act Natural
- 40 - Therabeautic
- 41 - Striking a Match
- 42 - Don't Stress, Express
- 43 - Nip, Tuck and Roll
- 44 - Father and Son: A Table for Two